# Jünkerath

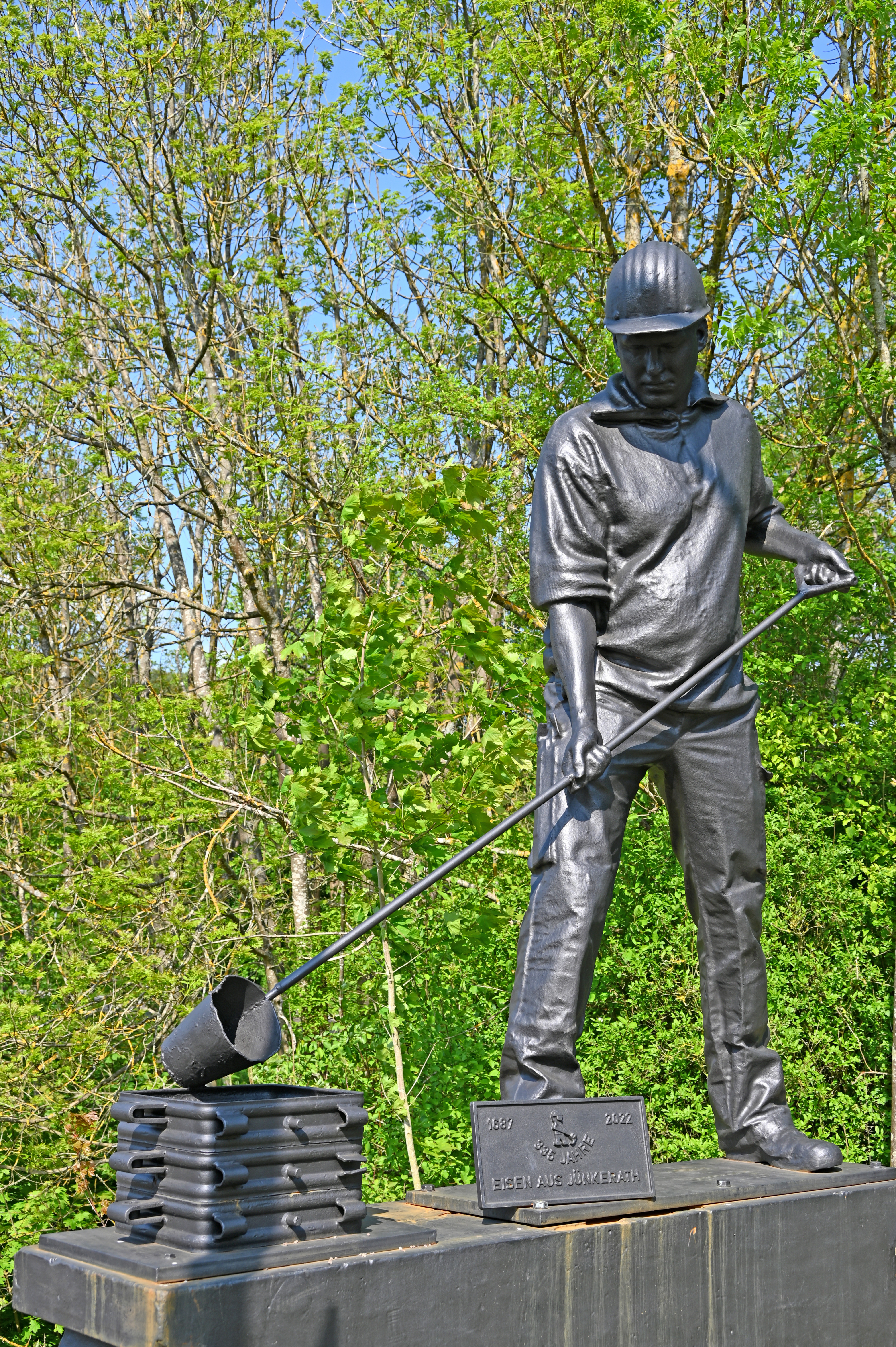
Eisengießer am Kreisel (2022)

Jünkerath ist eine Ortsgemeinde im Landkreis Vulkaneifel in Rheinland-Pfalz. Jünkerath ist ein staatlich anerkannter Erholungsort und gemäß Landesplanung als Grundzentrum ausgewiesen.
In Jünkerath ist ein Bürgerbüro der Verbandsgemeinde Gerolstein.

## Geographie
Jünkerath mit dem Ortsteil Glaadt liegt im Kylltal in der Eifel. Geologisch gehört Jünkerath zur Kalkeifel.
Weitere Gemeindeteile sind das Dominikus-Savio-Haus, der Hubertushof Fuchskaul und die Rabenberger Höfe.

## Geschichte
Der Name leitet sich von Icorigium ab, einer Station an der Römerstraße Trier–Köln, die bereits auf der Tabula Peutingeriana aus dem 4. Jahrhundert verzeichnet ist.
Das heutige Gemeindegebiet gehörte zur reichsunmittelbaren Herrschaft Jünkerath die seit dem 15. Jahrhundert im Besitz der Grafen zu Manderscheid-Blankenheim war.
Im Jahre 1687 gründete Graf Salentin Ernst von Manderscheid-Blankenheim eine Eisenhütte in Jünkerath, aus der sich später die Jünkerather Gewerkschaft entwickelte.
Als Folge des Friedens von Lunéville fiel Jünkerath wie das gesamte Linke Rheinufer 1801 an Frankreich und gelangte 1815 aufgrund der Beschlüsse auf dem Wiener Kongress an Preußen. Graf Sternberg-Manderscheid als Landesherr erhielt im Reichsdeputationshauptschluss 1803 für den Verlust von Blankenheim, Jünkerath, Gerolstein und Dollendorf als Entschädigung u. a. die Güter der vormaligen Klöster Weissenau und Schussenried in Oberschwaben zugesprochen.
Am 9. Oktober 1918 stießen bei Jünkerath ein Militärzug und ein Personenzug zusammen. Dabei starben 16 Menschen, 28 weitere wurden verletzt.
Landgemeinde Jünkerath
Die Gemeinde Jünkerath wurde am 27. Februar 1930 auf gesetzlicher Grundlage neu gebildet. Im „Gesetz betreffend die Bildung der Landgemeinde Jünkerath (Kreis Daun)“ wurde festgelegt:
„Die Landgemeinde Glaadt des Kreises Daun wird nach Maßgabe der diesem Gesetz als Anlage beigefügten Grenzbeschreibung mit Teilen der Landgemeinden Feusdorf und Gönnersdorf des Kreises Daun und mit Teilen der Landgemeinde Schüller des Kreises Prüm zu einer Landgemeinde Jünkerath im Kreise Daun zusammengeschlossen.“

### Einwohnerentwicklung
| Jünkerath: Einwohnerzahlen von 2012 bis 2024 | Jünkerath: Einwohnerzahlen von 2012 bis 2024 | Jünkerath: Einwohnerzahlen von 2012 bis 2024 | Jünkerath: Einwohnerzahlen von 2012 bis 2024 | Jünkerath: Einwohnerzahlen von 2012 bis 2024 |
| -------------------------------------------- | -------------------------------------------- | -------------------------------------------- | -------------------------------------------- | -------------------------------------------- |
| Jahr                                         |                                              |                                              |                                              | Einwohner                                    |
| 2012                                         | 2012                                         |                                              | 1.656                                        | 1.656                                        |
| 2015                                         | 2015                                         |                                              | 1.771                                        | 1.771                                        |
| 2020                                         | 2020                                         |                                              | 1.770                                        | 1.770                                        |
| 2024                                         | 2024                                         |                                              | 1.784                                        | 1.784                                        |
| Quelle(n): statistik.rlp.de                  |                                              |                                              |                                              |                                              |

## Politik

### Gemeinderat
Der Gemeinderat in Jünkerath besteht aus 16 Ratsmitgliedern, die bei der Kommunalwahl am 9. Juni 2024 in einer Mehrheitswahl gewählt wurden, und dem ehrenamtlichen Ortsbürgermeister als Vorsitzendem. Bei den Wahlen vor 2014 fanden personalisierte Verhältniswahlen statt.
Die Sitzverteilung im Gemeinderat:
| Wahl | SPD               | CDU               | Gesamt   |
| ---- | ----------------- | ----------------- | -------- |
| 2019 | per Mehrheitswahl | per Mehrheitswahl | 16 Sitze |
| 2019 | per Mehrheitswahl | per Mehrheitswahl | 16 Sitze |
| 2014 | per Mehrheitswahl | per Mehrheitswahl | 16 Sitze |
| 2009 | 6                 | 10                | 16 Sitze |
| 2004 | 5                 | 11                | 16 Sitze |

### Bürgermeister
Norbert Bischof wurde am 6. August 2019 Ortsbürgermeister von Jünkerath. Da bei der Direktwahl am 26. Mai 2019 kein Bewerber angetreten war, oblag die Neuwahl des Bürgermeisters gemäß Gemeindeordnung dem Rat. In seiner konstituierenden Sitzung wählte er einstimmig Bischof ins Amt. Bei der Direktwahl am 9. Juni 2024 wurde er als einziger Bewerber mit einem Stimmenanteil von 86,1 % für weitere fünf Jahre in seinem Amt bestätigt.
Bischofs Vorgänger Rainer Helfen hatte das Amt 20 Jahre ausgeübt.

### Wappen
| Wappen von Jünkerath | Blasonierung: „Im blauen Feld ein silberner goldgekrönter Löwe, umgeben von fünf goldenen Lilien und bedeckt mit einem fünflätzigen roten Turnierkragen.“ |
| Wappen von Jünkerath | Wappenbegründung: Das Jünkerather Wappen geht auf das Wappen der Herren von Junkeroide als ortsansässiges Adelsgeschlecht und die ursprüngliche Zugehörigkeit zur Herrschaft Schleiden zurück. Der rote Turnierkragen ist dem Wappen der Grafen von Manderscheid-Blankenheim entlehnt die vom 15. Jahrhundert an die reichsunmittelbare Herrschaft Jünkerath besaßen. Das Wappen der Gemeinde Jünkerath wurde am 28. März 1935 genehmigt. |

## Kirchen
- Katholische Kirche St. Antonius von Padua
- Katholische Herz-Jesu-Kirche der Salesianer Don Boscos
- Katholische Kirche Kreuzauffindung im Ortsteil Glaadt
- Evangelische Kirche

## Verkehr

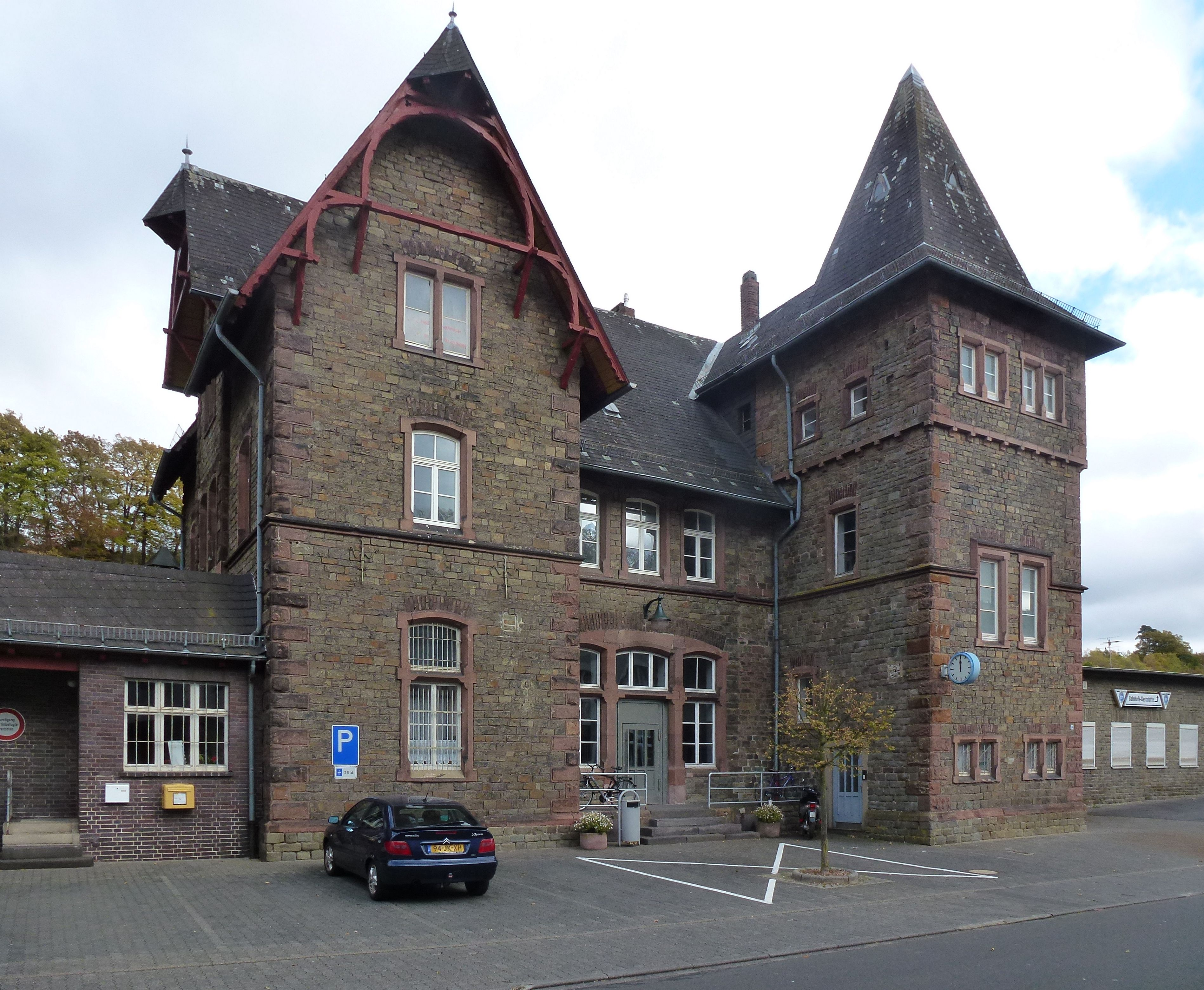
Denkmalgeschütztes Bahnhofsgebäude (von der Straße aus gesehen)

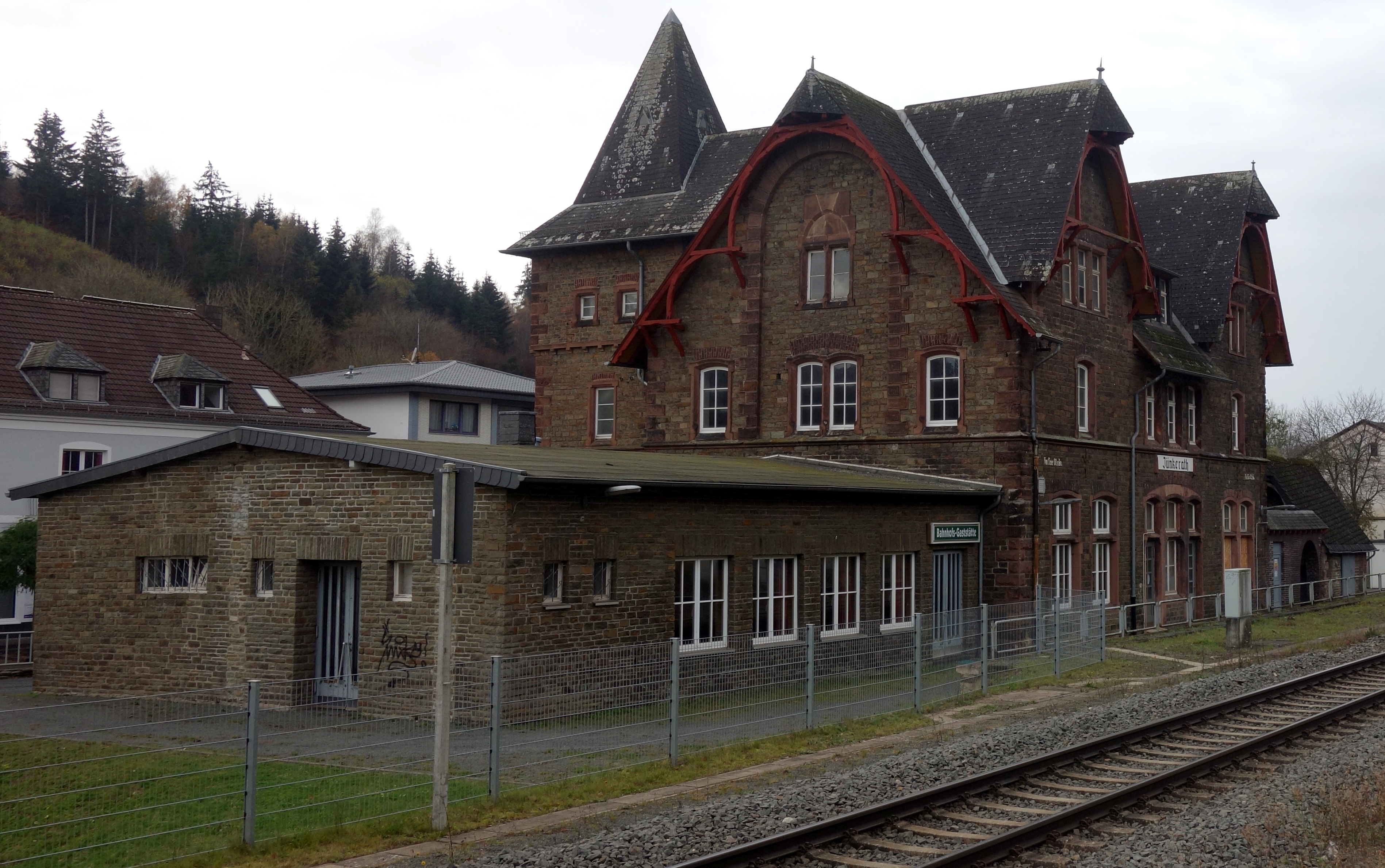
Blick von den Gleisen auf den Bahnhof

Der Bahnhof Jünkerath liegt an der Eifelstrecke (Köln–Euskirchen–Gerolstein–Trier), auf der im Personennahverkehr
- der RE 12 „Eifel-Mosel-Express“ Köln–Euskirchen–Gerolstein–Trier
- der RE 22 „Eifel-Express“ Köln–Euskirchen–Gerolstein mit Durchbindung nach Trier (RB 22)[11] und
- die RB 24 „Eifel-Bahn“ Köln–Euskirchen–Kall, in der Hauptverkehrszeit bis Gerolstein verkehren.

Für den gesamten öffentlichen Personennahverkehr gilt der Tarif des Verkehrsverbunds Region Trier (VRT) und der Tarif des Verkehrsverbundes Rhein-Sieg und tarifraumüberschreitend der NRW-Tarif.
In Jünkerath zweigte zudem die stillgelegte und mittlerweile demontierte Vennquerbahn über Losheim/belgische Grenze nach Malmedy ab.
Die Bahntrasse der ehemaligen Vennquerbahn wurde bis zum Frühjahr 2015 zu einem Wander- und Radverkehrsweg ausgebaut (RAVeL-Netz-Linie 45a Waimes-Jünkerath), mit Anschluss sowohl in Weywertz an die Vennbahnstrecke als auch in Jünkerath an das deutsche Radwegenetz.
Der Ort liegt an der alten Römerstraße Trier–Neuss.

## Museen

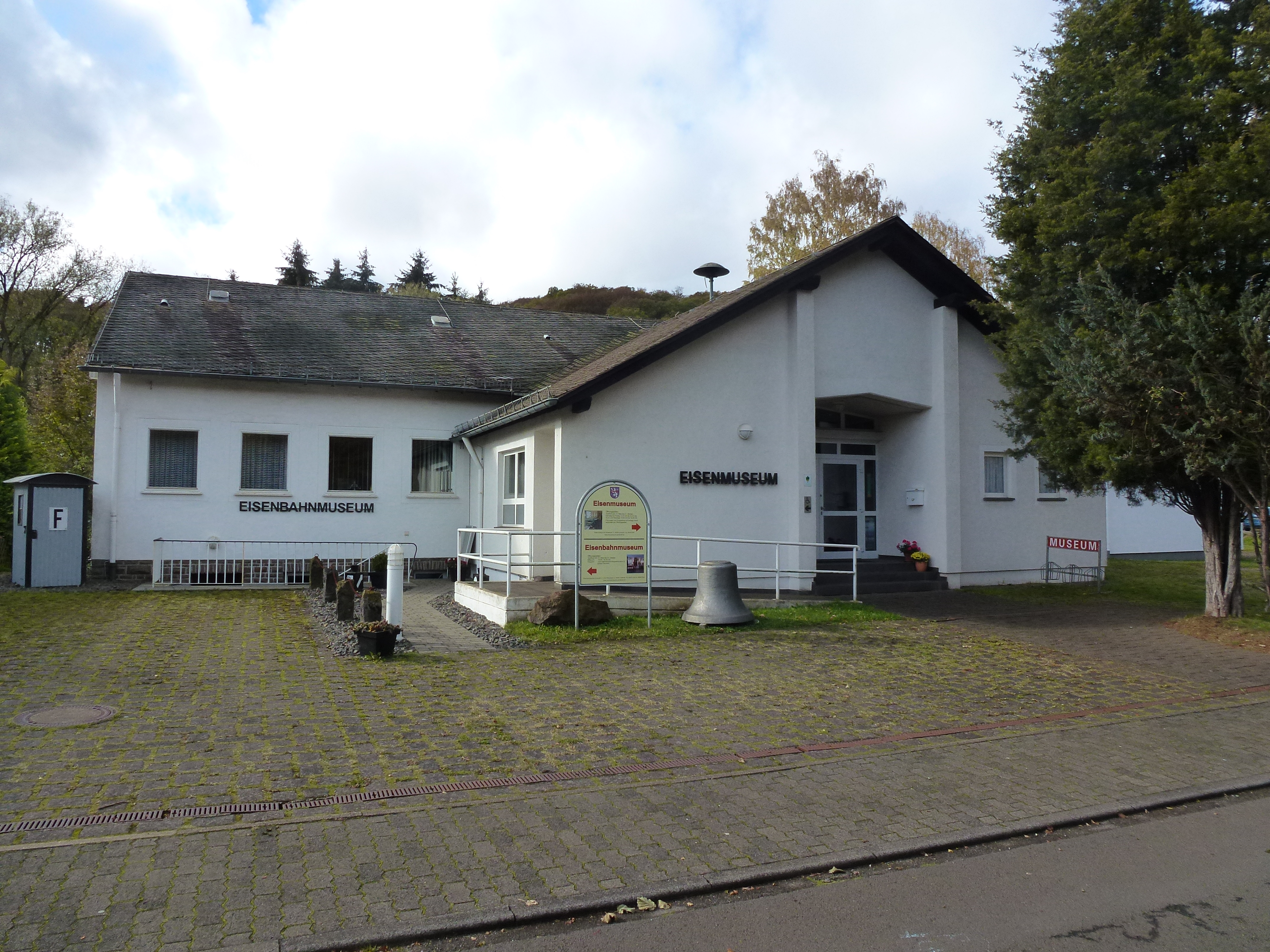
Eisenmuseum und Eisenbahnmuseum

- Das Eisenmuseum in Jünkerath dokumentiert die Geschichte der Eifeler Eisenindustrie seit dem 15. Jahrhundert. Ausgestellt werden u. a. Gussformen, dekorative Öfen und Herdgussplatten.
- Im Eisenbahn-Museum Jünkerath werden eine Reihe interessanter Exponate aus über 140 Jahren Jünkerather Eisenbahngeschichte gezeigt, so zum Beispiel eine im Eifeler Raum einmalige Sammlung von Eisenbahnerdienstmützen.

## Töchter und Söhne der Gemeinde
- Georg Klinkhammer (1925–2020), Politiker und Landrat
- Salentin Ernst Eugen Cohausen (1703–1779), Mediziner und kurtrierischer Leibarzt
- Peter Pitzen (1886–1977), Professor, Orthopäde[15]
- Hans Stephany (1897–1972), Ingenieur, Ministerialbeamter und Umweltexperte
- Karl Daniel (1905–1977), Unternehmer
- Reiner Keller (1921–1995), Geograph und Hydrologe an der Universität Freiburg im Breisgau
- Therese Schlundt (1922–2014), Hebamme
- Joachim-Felix Leonhard (* 1946), Bibliothekar und ehemaliger Staatssekretär